# Elydnus dembickyi
Elydnus dembickyi är en skalbaggsart som beskrevs av Holzschuh 2003. Elydnus dembickyi ingår i släktet Elydnus och familjen långhorningar. Inga underarter finns listade i Catalogue of Life.